# Lonestar
Lonestar est groupe de musique country composé de Cody Collins (chanteur principal), Michael Britt (guitariste principal, chanteur), Keech Rainwater (batterie) et Dean Sams (clavier, chanteur). Jusqu'en septembre 2007, Richie McDonald fut le chanteur principal du groupe. Il partit pour tenter une carrière solo. John Rich, actuellement membre du duo Big and Rich, fit partie du groupe comme bassiste jusqu'en 1998.
Lonestar fit ses débuts dans les charts US de musique country en 1995 avec le single Tequila Talkin. Depuis ce premier succès, le groupe totalise 27 singles classés dans le Billboard Hot Country Songs charts, dont neuf ayant atteint la première place.
Le groupe a enregistré 8 albums plus une compilations de leurs meilleurs titres. Trois d'entre eux furent certifiés disque d'or.

## Histoire du groupe

### Les débuts
Lonestar commença en 1992, le groupe porte alors le nom Texassee. Ce nom est dû au fait que les cinq membres fondateurs viennent du Texas. Le groupe était composé à l'époque de Richie McDonald, Michael Britt, Keech Rainwater, Dean Sams et John Rich.
Le premier concert eut lieu à Nashville en 1993. Ils signèrent chez BNA Records. Le premier single "Tequila Talkin" se plaça rapidement en 8e place de l'U.S. Billboard’s Hot Country Singles & Tracks chart. S'ensuivit la sortie de leur premier album éponyme.

### Crazy Nights
En 1997, le groupe sortit son deuxième album, Crazy Nights. Deux des singles de cet album (« Say When » et « Come Cryin' to Me ») furent coécrits avec John Rich tandis que le single « Everything's Changed » fut coécrit par McDonald. Peu après la sortie de ce dernier single, Rich quitta le groupe et commença sa carrière solo chez BNA.

### Lonely Grill
Le troisième album fut réalisé en 1999 et donc cette fois sans la participation de Rich. Parmi les singles de cet album, "Saturday Night" et "Amazed" qui devint l'un des plus grands succès du groupe. La chanson se classa numéro 1 au Billboard Hot 100 et égale ainsi le succès country du duo Kenny Rogers et Dolly Parton avec leur chanson Islands in the Stream.

### Les années 2000
Le groupe continua à produire quelques numéros 1 comme "Smile", "Tell Her", "What About Now", "I'm Already There", "My Front Porch Looking In", et "Mr. Mom".

### Le départ de Richie McDonald
En mars 2007, le chanteur principal, Richie McDonald annonça son départ du groupe. Il réalisa son premier album solo dont le premier single "God's Still in America" sortit en juillet 2007.

## Membres du groupe
- Michael Britt - guitariste principal, chanteur (depuis 1992)
- Cody Collins - chanteur principal (depuis september 2007)
- Keech Rainwater - batterie (depuis 1993)
- Dean Sams - clavier, harmonica, chanteur (depuis 1992)
- Richie McDonald - chanteur principal, guitare, piano (1992-2007)
- John Rich - bass guitar, chanteur (1995-1998)

## Discographie

### Albums
- 1994 : Lonestar Live
- 1995 : Lonestar
- 1997 : Crazy Nights
- 1999 : Lonely Grill
- 2000 : This Christmas Time
- 2001 : I'm Already There
- 2003 : From There to Here: Greatest Hits
- 2004 : Let's Be Us Again
- 2005 : Coming Home
- 2006 : Mountains
- 2007 : My Christmas List
- 2010 : Party Heard Around the World
- 2013 : Life As We Know It

## Singles
| Année | Single                               | Chart Positions | Chart Positions | Album                             |
| Année | Single                               | US Country      | US Hot 100      | Album                             |
| ----- | ------------------------------------ | --------------- | --------------- | --------------------------------- |
| 1995  | "Tequila Talkin'"                    | 8               |                 | Lonestar                          |
| 1996  | "No News"                            | 1               | 122             | Lonestar                          |
| 1996  | "Runnin' Away with My Heart"         | 8               |                 | Lonestar                          |
| 1996  | "Heartbroke Every Day"               | 18              |                 | Lonestar                          |
| 1996  | "When Cowboys Didn't Dance"          | 45              |                 | Lonestar                          |
| 1997  | "Come Cryin' to Me"                  | 1               |                 | Crazy Nights                      |
| 1997  | "You Walked In"                      | 12              | 93              | Crazy Nights                      |
| 1998  | "Say When"                           | 13              |                 | Crazy Nights                      |
| 1998  | "Everything's Changed"               | 2               | 95              | Crazy Nights                      |
| 1999  | "Saturday Night"                     | 47              |                 | Lonely Grill                      |
| 1999  | "Amazed"A                            | 1               | 24              | Lonely Grill                      |
| 1999  | "Smile"                              | 1               | 39              | Lonely Grill                      |
| 2000  | "Amazed" (re-release)                |                 | 1               | Lonely Grill                      |
| 2000  | "What About Now"                     | 1               | 30              | Lonely Grill                      |
| 2000  | "Tell Her"                           | 1               | 30              | Lonely Grill                      |
| 2001  | "I'm Already There"                  | 1               | 24              | I'm Already There                 |
| 2001  | "With Me"                            | 10              | 63              | I'm Already There                 |
| 2001  | "Unusually Unusual"                  | 12              | 66              | I'm Already There                 |
| 2002  | "Not a Day Goes By"                  | 3               | 36              | I'm Already There                 |
| 2003  | "My Front Porch Looking In"          | 1               | 23              | From There to Here: Greatest Hits |
| 2003  | "Walking in Memphis"                 | 8               | 61              | From There to Here: Greatest Hits |
| 2004  | "Let's Be Us Again"                  | 4               | 38              | Let's Be Us Again                 |
| 2004  | "Mr. Mom"                            | 1               | 33              | Let's Be Us Again                 |
| 2005  | "Class Reunion (That Used to Be Us)" | 16              | 97              | Let's Be Us Again                 |
| 2005  | "You're Like Coming Home"            | 8               | 63              | Coming Home                       |
| 2006  | "I'll Die Tryin'"                    | 43              |                 | Coming Home                       |
| 2006  | "Mountains"                          | 10              | 75              | Mountains                         |
| 2007  | "Nothing to Prove"                   | 51              |                 | Mountains                         |
| 2008  | "Let Me Love You"                    | 50              |                 | The Future Is Now                 |